# Jüdischer Friedhof (Uchte)
Der Jüdische Friedhof Uchte liegt im Landkreis Nienburg/Weser, Niedersachsen. Er ist ein geschütztes Kulturdenkmal.

## Beschreibung
Auf dem 675 m² großen Friedhof in der ehemaligen Gemeinde Hamme befinden sich 33 Grabsteine für jüdische Verstorbene aus Uchte und Umgebung aus der Zeit von 1855 bis 1933. 
Außerdem befinden sich auf dem Friedhof Gräber von 14 sowjetischen Kriegsgefangenen aus der Zeit des Zweiten Weltkriegs. 
Der Friedhof unterstand seit den 1960er Jahren der Pflege des Landesverbandes der Jüdischen Gemeinden von Niedersachsen, heute befindet er sich im Besitz der Gemeinde Uchte.
Eine Dokumentation mit den Fotos und der Übersetzung der Inschriften aller Steine ist 1989/1990 durch den Landesverband/das Zentralarchiv erfolgt.